# Bruno Vicino
Pour les articles homonymes, voir Vicino.
Bruno Vicino (né le 7 septembre 1952 à Villorba, dans la province de Trévise, en Vénétie) est un coureur cycliste et directeur sportif italien. Il est actuellement directeur sportif de l'équipe UAE Abu Dhabi.

## Biographie
Professionnel de 1973 à 1986, Bruno Vicino a été champion du monde de demi-fond en 1983, 1985 et 1986. Il est ensuite devenu directeur sportif d'équipes cyclistes. Depuis 2005, il exerce cette fonction au sein de l'équipe Lampre.

## Palmarès sur piste

### Championnats du monde
- Besançon 1980
  -  Médaillé de bronze du demi-fond
- Brno 1981
  -  Médaillé d'argent du demi-fond
- Leicester 1982
  -  Médaillé de bronze du demi-fond
- Zurich 1983
  -  Champion du monde de demi-fond
- Bassano del Grappa 1985
  -  Champion du monde de demi-fond
- Colorado Springs 1986
  -  Champion du monde de demi-fond

### Championnats d'Europe
- 1983
  -  Médaillé de bronze du demi-fond
- 1985
  -  Médaillé de bronze du demi-fond

### Championnats nationaux
- Champion d'Italie de l'américaine en 1983 (avec Maurizio Orlandi)
- Champion d'Italie de demi-fond en 1978, 1980, 1981, 1983, 1984 et 1985

## Palmarès sur route
- 1973
  -  Champion d'Italie sur route amateurs
  - 8e étape du Baby Giro
  - 3e étape du Tour de Pologne
- 1976
  - 2e du Gran Premio Cecina

### Résultats sur les grands tours

#### Tour de France
1 participation
- 1975 : abandon (7e étape)

#### Tour d'Italie
7 participations
- 1974 : disqualifié (11e étape)
- 1975 : 61e
- 1976 : non-partant (18e étape)
- 1977 : 64e
- 1978 : 89e
- 1979 : 105e
- 1984 : 142e